# Oruro (departamento)
Oruro é um departamento da Bolívia, sua capital é a cidade de Oruro.
Oruro situa-se ao centro-oeste da Bolívia, limitando-se ao sul com o Departamento bolivianos de Potosí, ao oeste com o Chile, ao leste com os Departamentos bolivianos de Potosí e Cochabamba, e ao norte com o departamento de La Paz.

## Províncias
Oruro está subdividido em 16 províncias:
|  | - Atahuallpa - Carangas - Cercado - Eduardo Avaroa - Ladislao Cabrera - Litoral - Nor Carangas - Pantaleón Dalence - Poopó - Puerto de Mejillones - Sajama - San Pedro de Totora - Saucarí - Sebastián Pagador - Sud Carangas - Tomas Barrón |